# Districte de Ba Đình

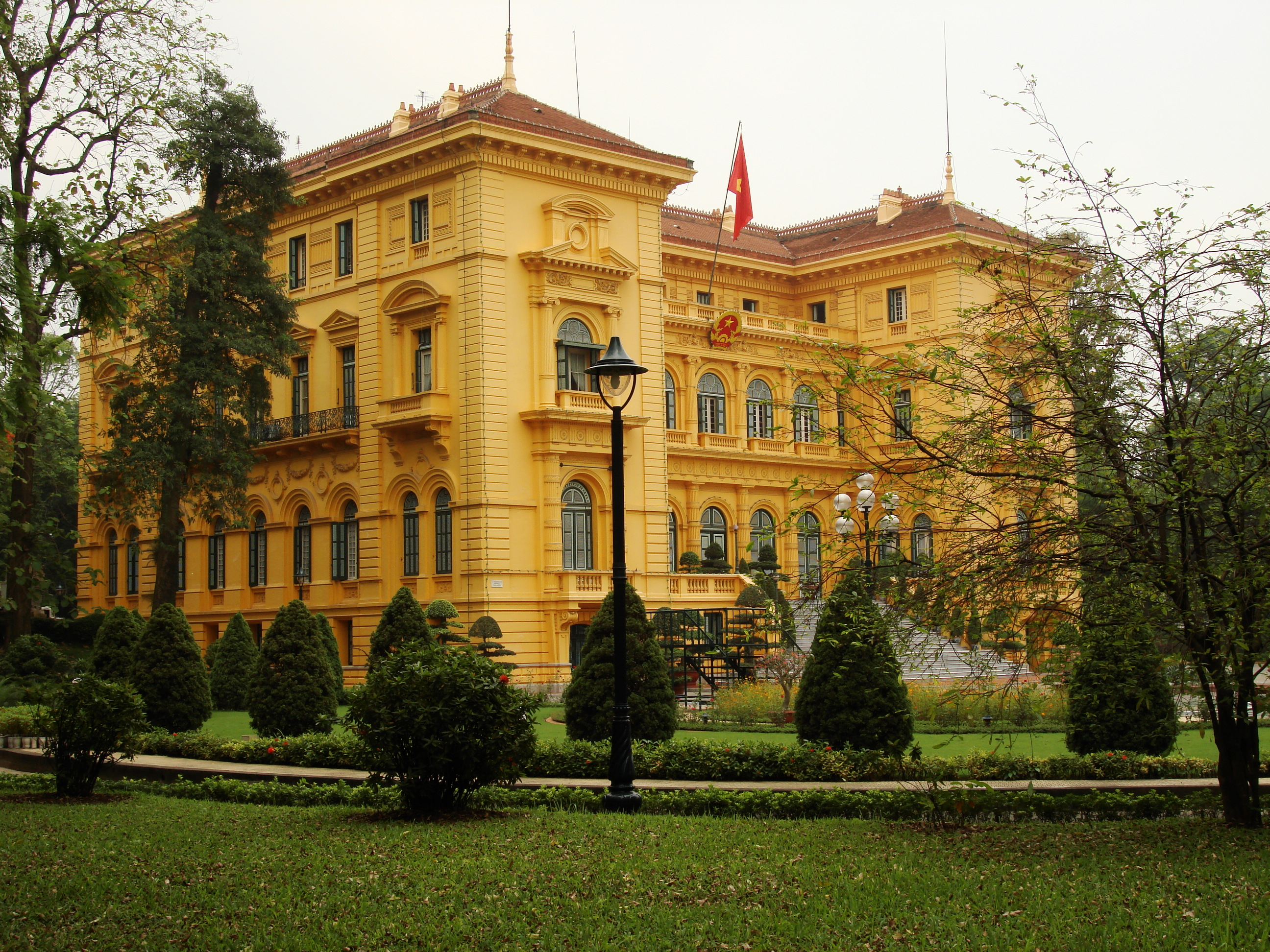
Palau presidencial

Ba Đình és un districte urbà de Hanoi, la capital del Vietnam. Ba Đình és el centre polític del país i s'hi troben la majoria de les oficines governamentals i les ambaixades. Antigament s'anomenava "barri francès" (Khu phố Pháp) a causa de l'alta concentració de vil·les d'estil francès i edificis governamentals construïts quan Hanoi era la capital de la Indoxina francesa. Aquest nom encara s'utilitza a la literatura de viatges Al llac Hữu Tiệp, al barri de Ngọc Hà es poden veure les restes d'un bombarder B-52 abatut durant la guerra del Vietnam. La meitat sud del districte de Hoàn Kiếm també s'anomena "barri francès", de la mateixa forma a causa de nombrosos edificis d'estil francès, la majoria dels quals ara s'utilitzen com a ambaixades estrangeres.

## Història

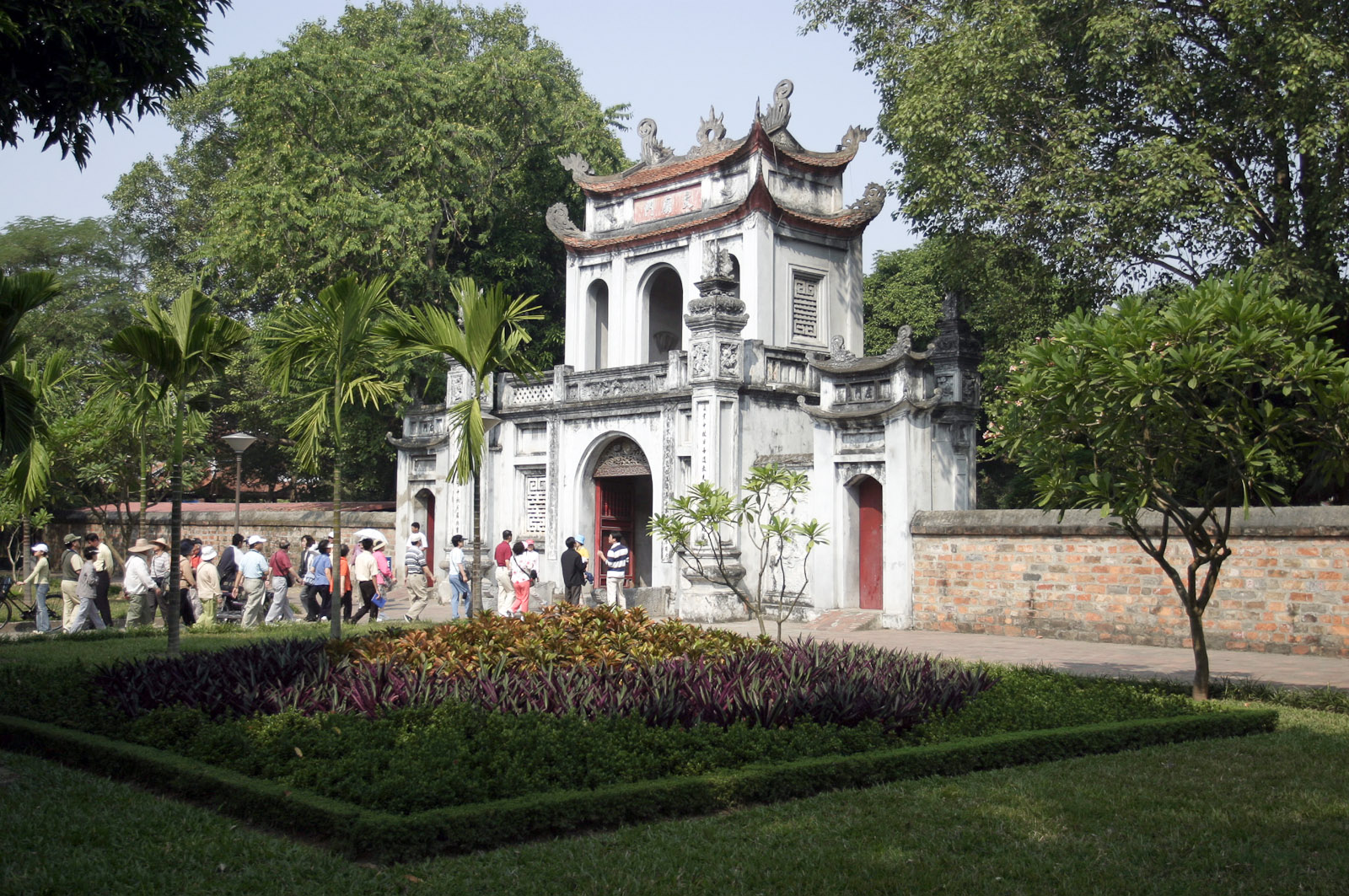
Entrada del Temple de la Literatura

El nom del districte prové de l'aixecament de Ba Đình durant el moviment Cần Vương entre els anys 1886 i 1887,
Una de les estructures més antigues del barri és el Temple de la Literatura, un santuari confucià que es va crear originalment el 1070 sota la dinastia Lý. El 1901 es va construir el palau presidencial. El 2 de setembre de 1945, Ho Chi Minh va llegir la Declaració d'Independència a la plaça Ba Dinh davant d'aproximadament 500.000 persones. Després de la seva mort el 1949, el cos conservat d'Ho Chi Minh es va exposar al mausoleu Hồ Chí Minh, situat a la plaça Ba Đình, el 1975.

## Geografia

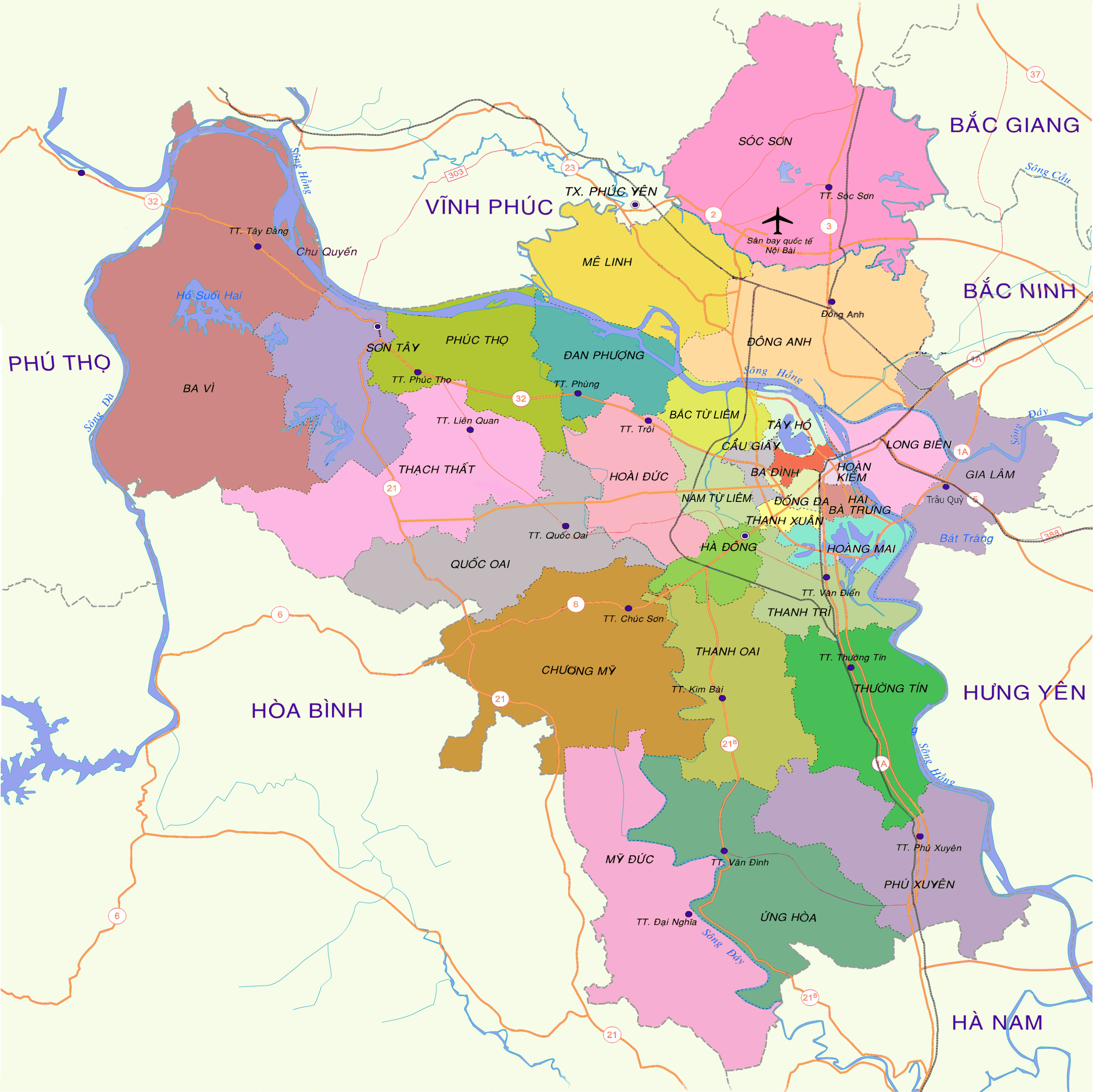
Districtes de la ciutat de Hanoi, el districte de Ba Đình en roig al centre

El districte de Ba Đình està situat al centre de la ciutat de Hanoi:
- L'est limita amb el districte de Long Biên i amb el riu Vermell.
- Al sud-est, limita amb els districtes de Hoàn Kiếm, Hàng Đậu, Phan Đình Phùng i Lý Nam Đế.
- A l'oest, limita amb el districte de Cầu Giấy i amb el riu Tô Lịch.
- A sud, limita amb el districte de Đống Đa.
- El nord limita amb el districte de Tây Hồ.

La població el 2017 era de 247,100 persones.

## Infraestructura
Actualment, els barris occidentals de districte de Ba Đình són àrees residencials amb els primers edificis d'apartaments construïts a Hanoi, com Giảng Võ, Thành Công, Ngọc Khánh, Vĩnh Phúc, Cống Vị o Liễu Giai.
El projecte de ferrocarril urbà passa pel districte amb les línies 1 (Ngọc Hồi-Yên Viên), Línia 2 (Nội Bài-Thượng Đình), Línia 3 (Trôi-Nhổn-Yên Sở), Línia 5 (Hồ Tây-An Khánh). La secció Nhổn-Estació de tren de Hanoi (part de la ruta Trôi-Nhổn-Yên Sở) de la Línia 3 està actualment en construcció, així com el tram Nam Thăng Long-Trần Hưng Đạo (part de la ruta Nội Bài-Thượng Đình) de la Línia 2.
Al districte de Ba Đình, s'han construït noves àrees urbanes com l'àrea urbana 671 Hoàng Hoa Thám, l'àrea urbana de l'hospital 354 o l'àrea urbana Vinhomes Gallery Giảng Võ.

## Divisions administratives

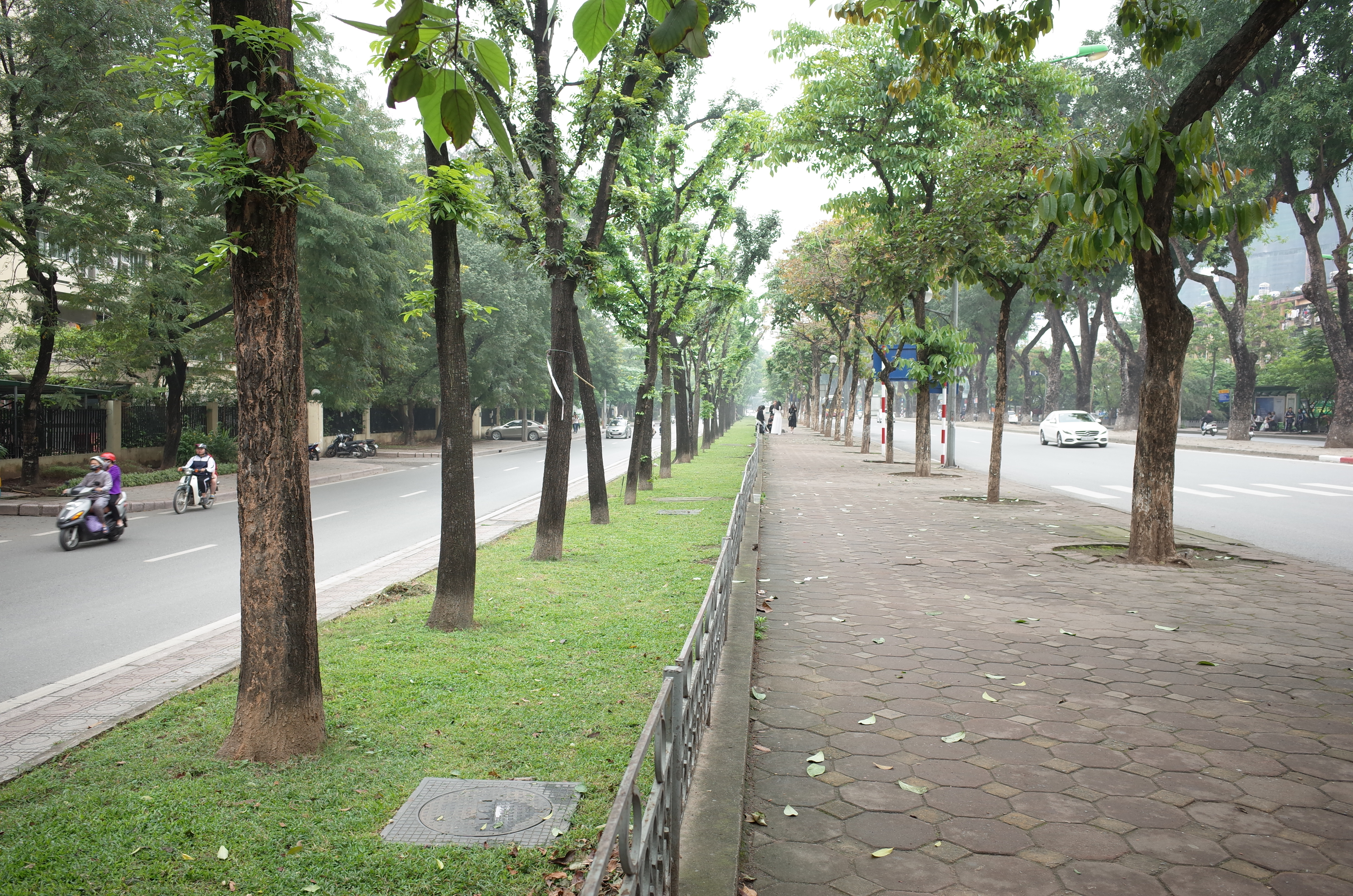
Carrer Kim Mã al districte de Ba Đình

El districte conté 14 barris (phường)
| - Cống Vị - Điện Biên - Đội Cấn - Giảng Võ - Kim Mã - Liễu Giai - Ngọc Hà |  | - Ngọc Khánh - Nguyễn Trung Trực - Phúc Xá - Quán Thánh - Thành Công - Trúc Bạch - Vĩnh Phúc |

## Educació
Escoles internacionals:
- Escola Internacional de Hanoi
- Singapur International School al Vạn Phúc Diplomatic Compound[6]

## Monuments i edificis

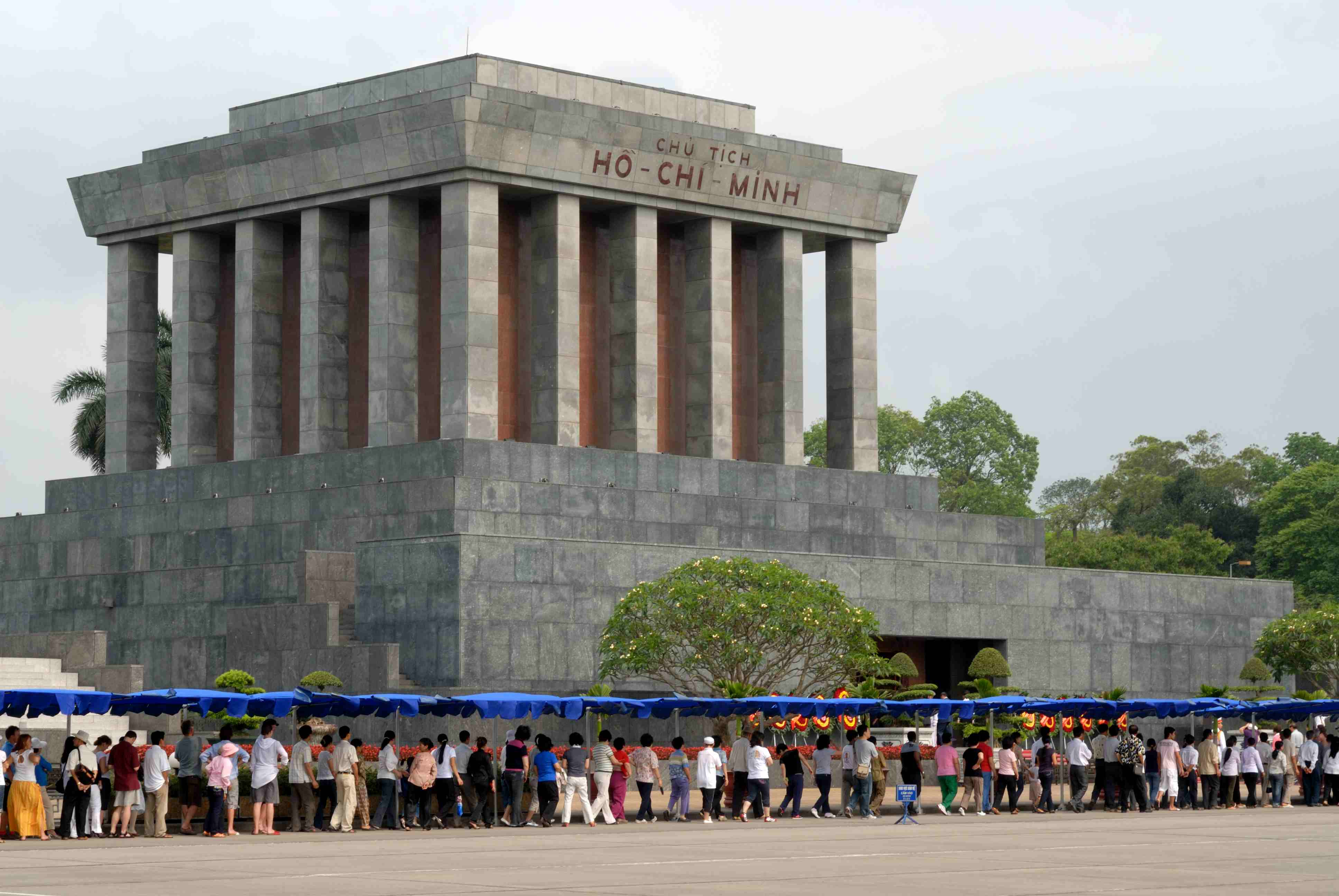
Mausoleu Hồ Chí Minh
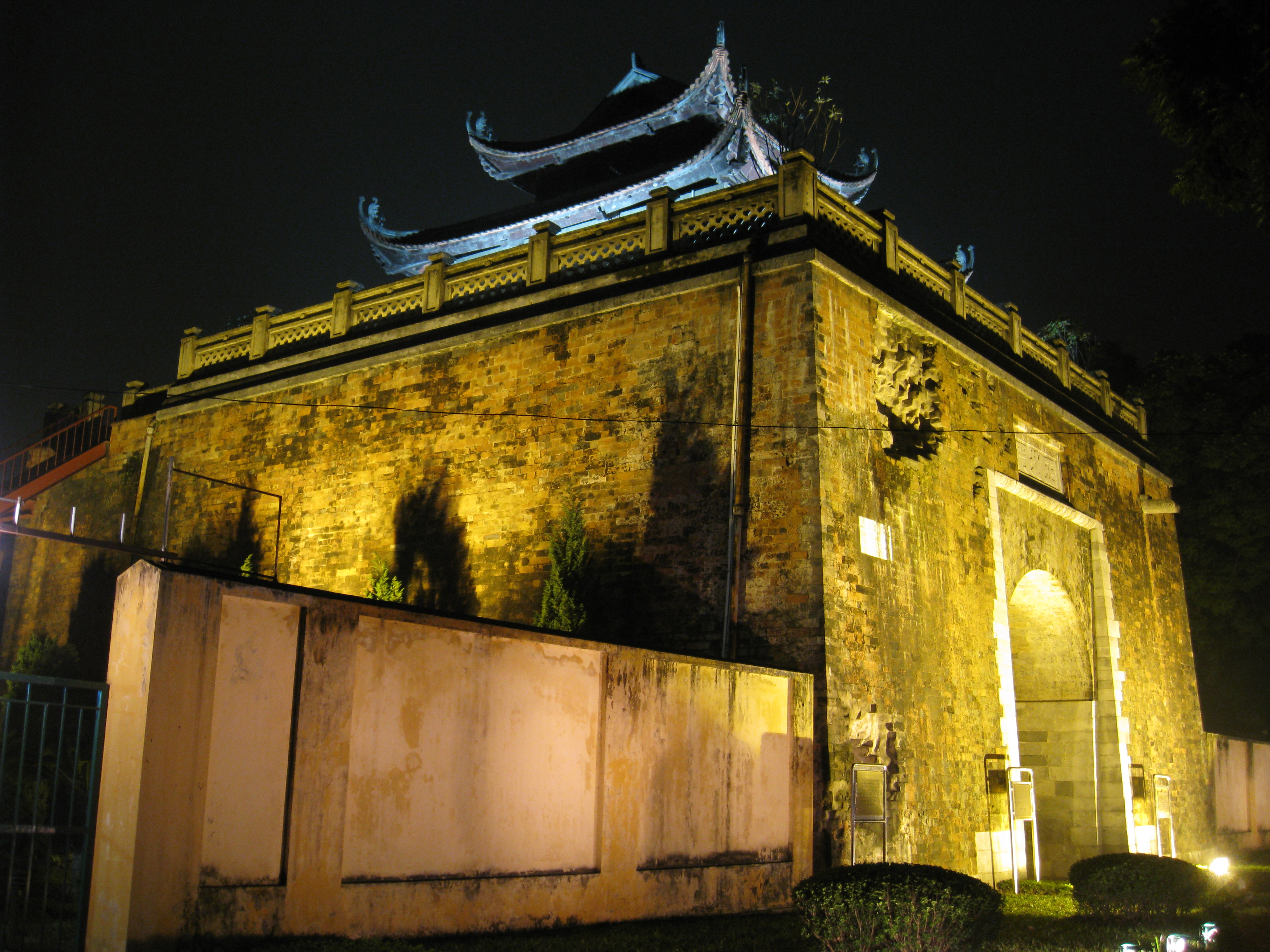
Thăng Long Citadel
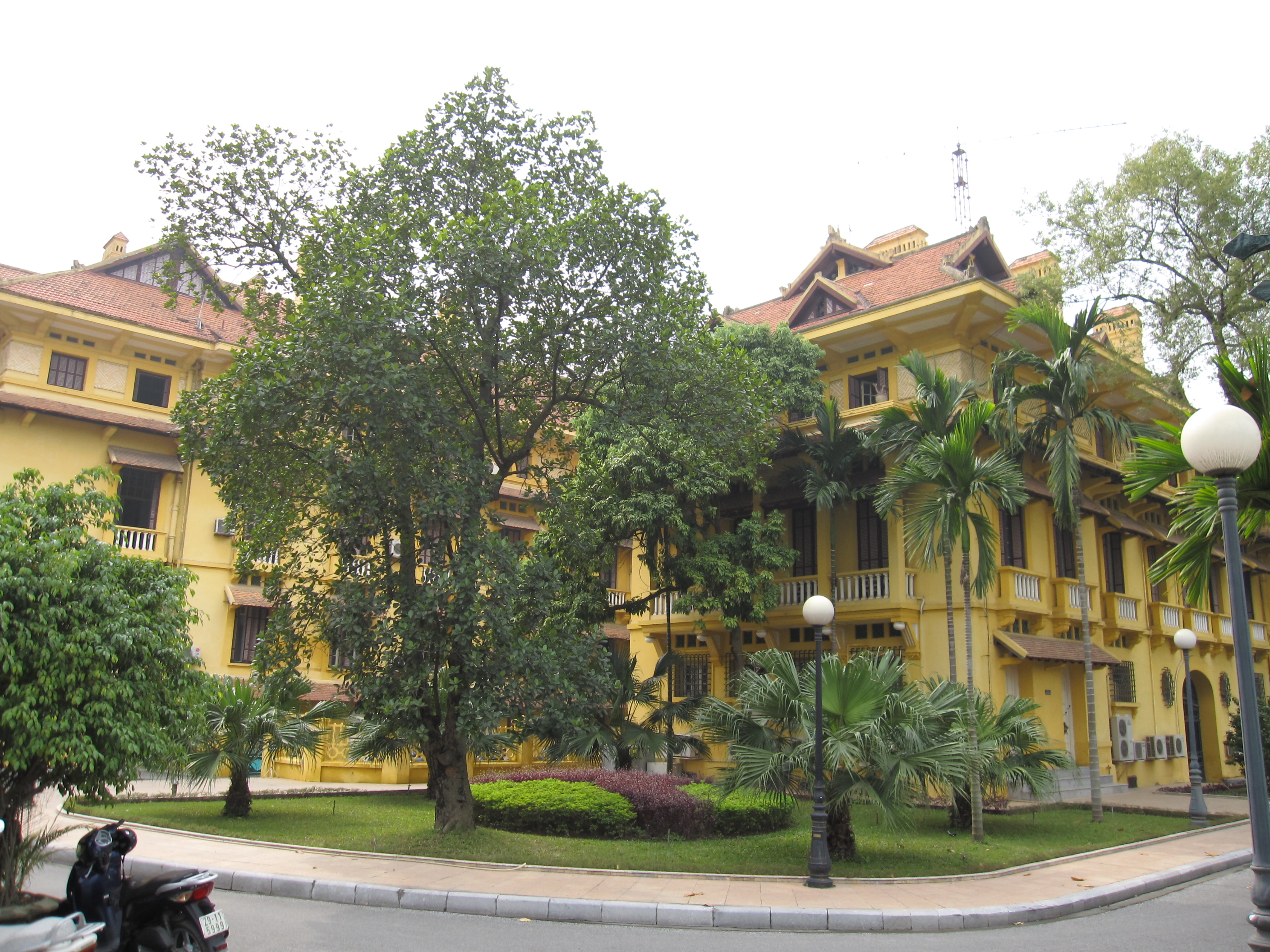
Edifici del Ministeri d'Afers Exteriors
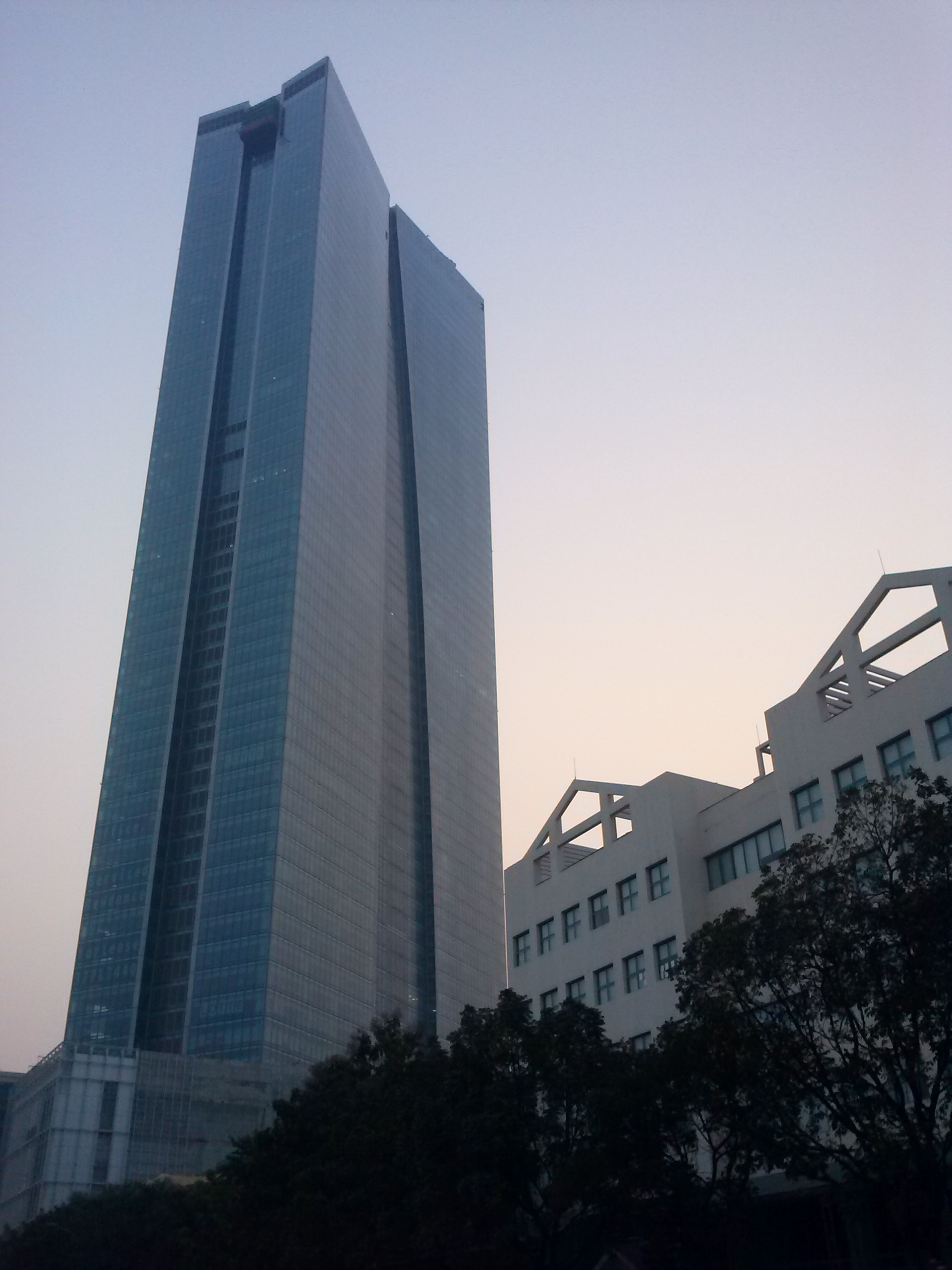
Lotte Center Hanoi al barri de Cống Vị, a l'oest de Ba Đình
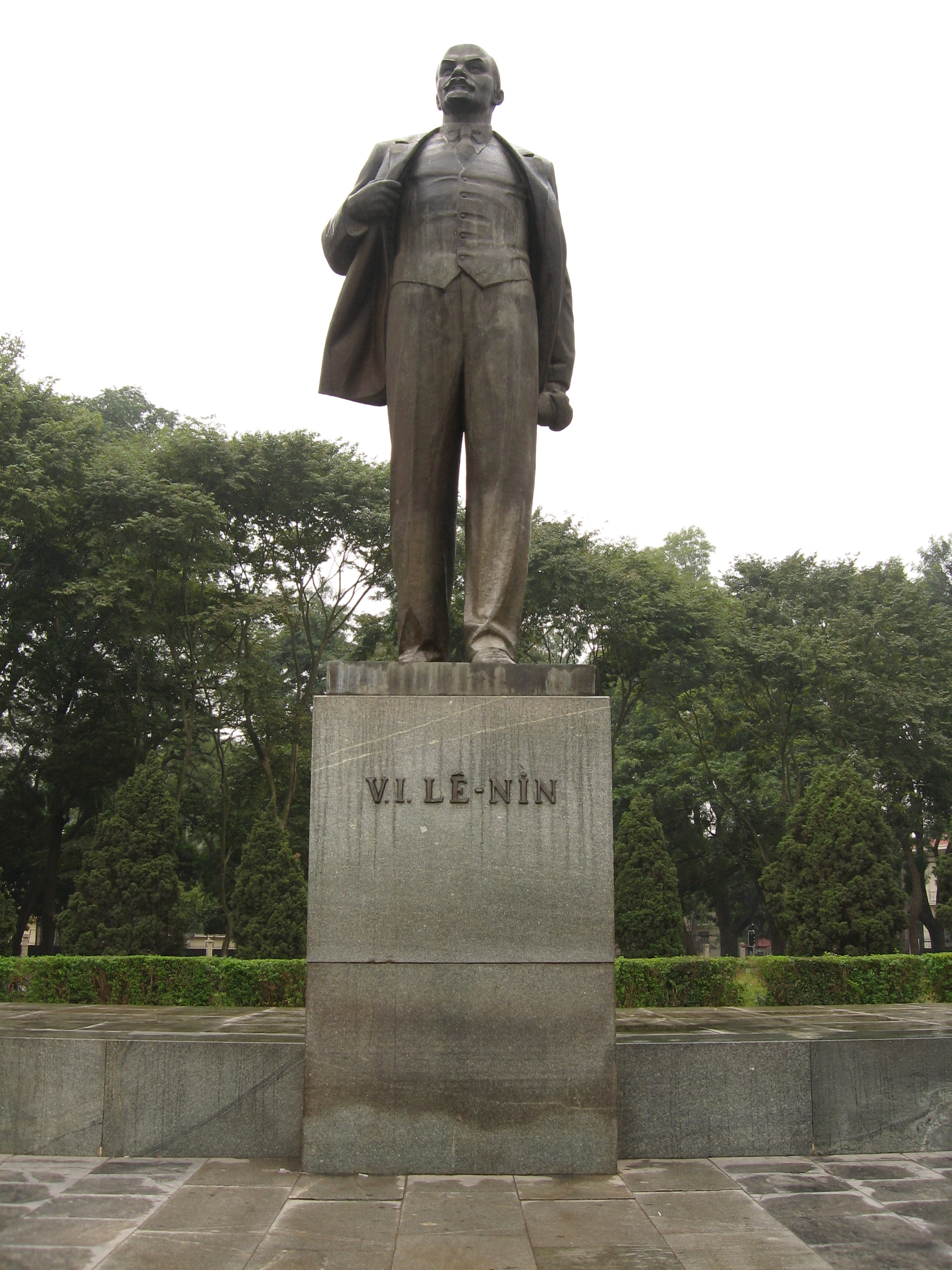
Estàtua de Vladimir Lenin
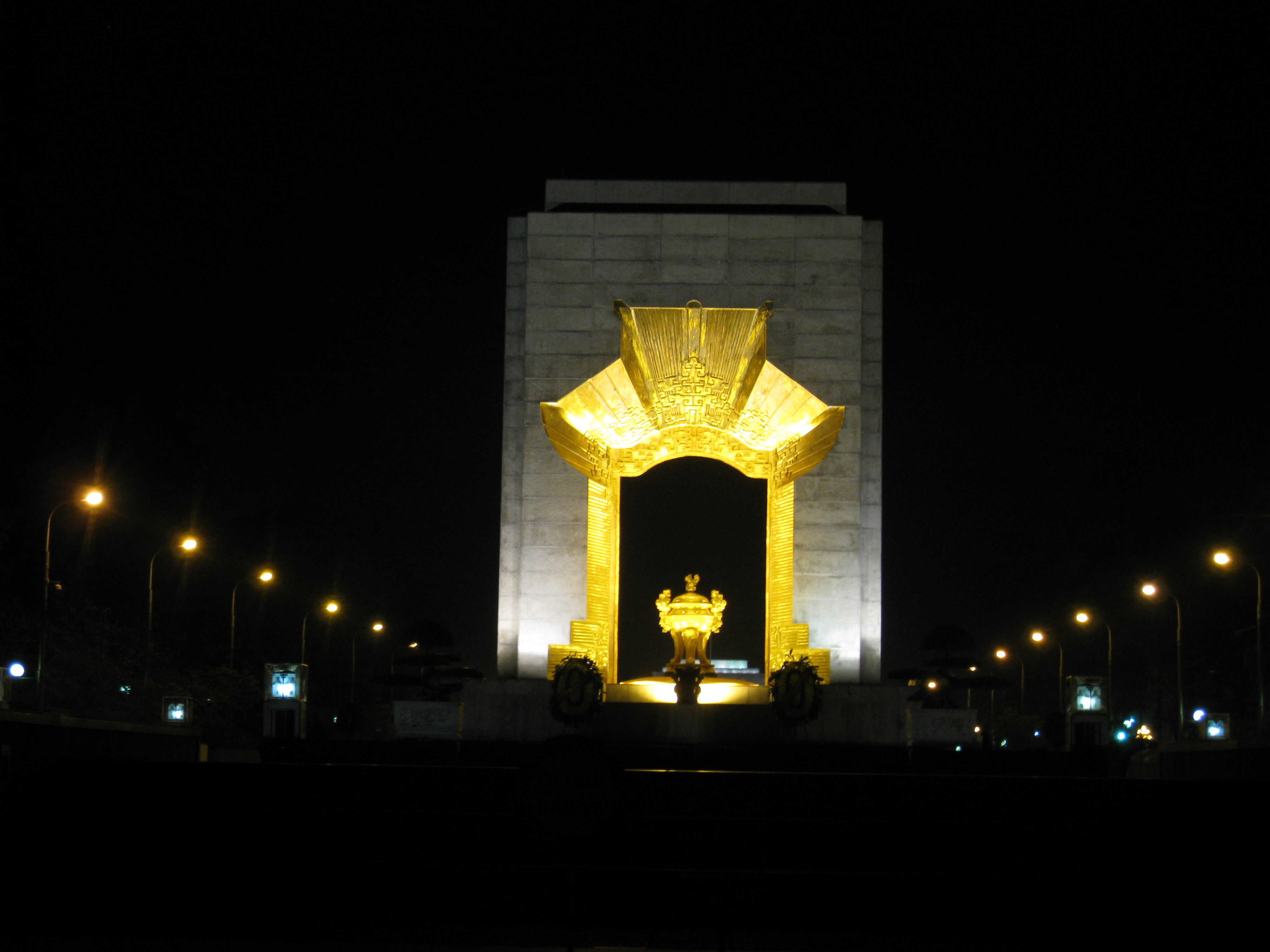
Memorial als màrtirs revolucionaris